# Viktor Chlus
Viktor Ivanovytj Chlus (ukrainska: Віктор Іванович Хлус), född 12 februari 1958, är en tidigare sovjetisk och ukrainsk fotbollsspelare. Han är gift med den olympiska mästarinnan i gymnastik Stella Zacharova.
Chlus värvades våren 1989 till Göteborgsklubben Gais. Han hade dock ingen större framgång i klubben, och Gais förlängde inte hans kontrakt efter säsongen. I december 1989 gick han i stället till IF Elfsborg i division I.

## Meriter
- Sovjetisk ligamästare: 1980, 1981, 1985
- Tvåa sovjetiska ligan: 1982
- Sovjetiska cupen vinnare: 1982